# 伊泽尔河畔圣康坦
伊泽尔河畔圣康坦（法語：Saint-Quentin-sur-Isère，法語發音：[sɛ̃ kɑ̃tɛ̃ syʁ izɛʁ]）是法国伊泽尔省的一个市镇，属于格勒诺布尔区。

## 地理
伊泽尔河畔圣康坦（45°16'45"N, 5°32'32"E）面积19.45 平方千米，位于法国奥弗涅-罗讷-阿尔卑斯大区伊泽尔省，该省份为法国东南部内陆省份，北起顺时针与安省、萨瓦省、上阿尔卑斯省、德龙省、阿尔代什省、卢瓦尔省和罗讷省。
与伊泽尔河畔圣康坦接壤的市镇（或旧市镇、城区）包括：穆瓦朗、蒙托、波列纳、拉里维耶尔、蒂兰、沃雷沃鲁瓦兹、沃雷普、武雷。

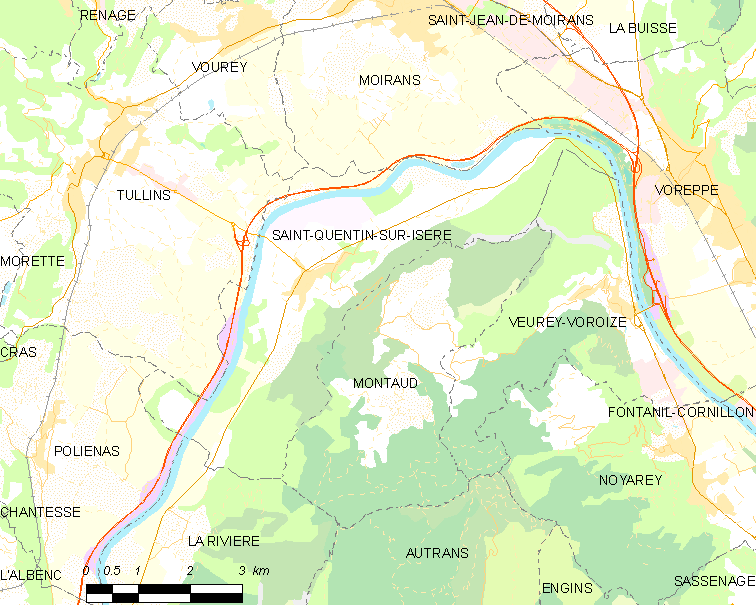
伊泽尔河畔圣康坦的OSM定位图

伊泽尔河畔圣康坦的时区为UTC+01:00、UTC+02:00（夏令时）。

## 行政
伊泽尔河畔圣康坦的邮政编码为38210，INSEE市镇编码为38450。

## 政治
伊泽尔河畔圣康坦所属的省级选区为蒂兰县。

## 人口

1962-2008年间伊泽尔河畔圣康坦人口变化图示

伊泽尔河畔圣康坦于2022年1月1日时的人口数量为1472人。